# Manucho Gonçalves
Manucho Gonçalves, właśc. Mateus Alberto Contreiras Gonçalves (ur. 7 marca 1983 r. w Luandzie) – angolski piłkarz grający na pozycji napastnika, zawodnik Rayo Vallecano.

## Kariera klubowa
Zaczynał w miejscowym, młodzieżowym klubie Flamenguinhos. Następnie trafił do Sport Luanda e Benfica. Później zasilił szeregi kolejnego zespołu pierwszej ligi - Petro Atlético Luanda. Szybko stał się jednym z najlepszych graczy w drużynie. Angolczyk był najlepszym snajperem rodzimej ligi Girabola w sezonach 2005/2006 i 2006/2007, gdzie strzelił odpowiednio 16 i 15 bramek.
Manucho trafił do Manchesteru United w zimowym okienku transferowym, w styczniu 2008 roku. Dołączył do United głównie za sprawą asystenta Alexa Fergusona - Carlosa Queiroza. Angolczyk pomyślnie przeszedł trzytygodniowe testy i podpisał 3-letni kontrakt z "Czerwonymi Diabłami.
Po przybyciu do Manchesteru Ferguson postanowił wypożyczyć Manucho do końca sezonu 2007/2008 do greckiego Panathinaikosu Ateny.
16 stycznia 2009 roku został ponownie wypożyczony, tym razem do Hull City.
W lipcu 2009 roku został zakupiony przez Real Valladolid podpisując 5-letnią umowę. Sumy transferu nie ujawniono. W 2010 roku został wypożyczony do Bucasporu. a w latach 2011–2012 do innego klubu tureckiego Manisaspor.

## Kariera reprezentacyjna
W reprezentacji Angoli zadebiutował w 2006 roku. W 2008 roku został powołany na Puchar Narodów Afryki 2008. Na tym turnieju Manucho strzelił 4 bramki, a także został wybrany do jedenastki tego turnieju.